# Tabernaemontana odoratissima
Tabernaemontana odoratissima är en oleanderväxtart som först beskrevs av Otto Stapf, och fick sitt nu gällande namn av Leeuwenb.. Tabernaemontana odoratissima ingår i släktet Tabernaemontana och familjen oleanderväxter. Inga underarter finns listade i Catalogue of Life.